# Osram Art Projects
Der Leuchtmittelhersteller Osram engagiert sich unter dem Namen Osram Art Projects als Kulturförderer. Die drei zentralen Projekte sind die Gallery, die Seven Screens sowie die Collection. Seit 2013 wird das Engagement mit dem Kunstpreis „LIO - The Osram Light Art Award“ fortgeführt. 

## Galerie
Die unternehmenseigenen Galerieräume war im ehemaligen Hauptsitz des Unternehmens im Münchner Stadtteil Giesing. In dem Bau von Walter Henn aus dem Jahr 1965 fanden seit 1966 regelmäßig Ausstellungen zeitgenössischer Künstler statt, darunter Arik Brauer, Herlinde Koelbl, Christian Frosch, Caroline von Grone, Wolfgang Stehle, Gabríela Fridriksdóttir, Nathalie Grenzhaeuser, Heinrich Gartentor, Davide Cantoni, Julia Kissina, Gabriele Basch, Wolfgang Kessler oder Tobias Regensburger.

## Collection
Mit der Neukonzeptionierung des Ausstellungskonzepts 2001 unter dem neuen Leiter Christian Schoen begann das Unternehmen sukzessive Kunst anzukaufen. Die Sammlung konzentriert sich auf aktuelle Kunst aus dem deutschsprachigen Raum mit den Schwerpunkten Malerei, Fotografie, Skulptur. "Licht" ist explizit nicht das thematische Richtlinie für das Ausstellungs- und Sammlungskonzept. Die Ankäufe fanden bis 2008 im Zusammenhang mit den Ausstellungen in der Galerie statt, so dass sich von allen ausgestellte Künstlern auch Werke in der Sammlung finden. Seit 2008 sind die Ankäufe nicht mehr an die Ausstellungen gekoppelt. Teil der Sammlung sind auch die digitalen Kunstwerke der Seven Screens. 

## Seven Screens
Die Seven Screens waren eine lichttechnologische Plattform für digitale Kunstprojekte im öffentlichen Raum. Entwickelt wurde das Projekt 2006 von Osram zusammen mit  Christian Schoen. Auf der Grünfläche zwischen dem Osram-Bürogebäude und dem Mittleren Ring standen sieben jeweils sechs Meter hohe Stelen. Sie sind beidseitig mit LED-Lichttechnologie ausgestattet und können mit statischen oder bewegten Bildern bespielt werden. Bis zu zweimal jährlich lud das Unternehmen Künstler ein, um ortsspezifische Kunstprojekte im öffentlichen Raum zu entwickeln. Mit der durch den Umzug der Osram-Hauptverwaltung begründeten Veräußerung des Firmengeländes 2014 wurden die Seven Screens abgebaut.
Projekte:
- 2012 wurde zum Champions-League-Finale für wenige Tage eine eigene Installation gezeigt.
- Herlinde Koelbl. Du hast mich verzaubert mit einem Blick deiner Augen, 2011
- Saskia Olde Wolbers. Cellule, 2011
- Harun Farocki. Umgießen, 2010
- Rúrí. Aqua – Silence, 2009
- Bjørn Melhus. Screensavers, 2008
- Anouk de Clercq. Motion for Newton, 2007
- ART+COM. Digital Sparks, 2007
- Diana Thater. OFF WITH THEIR HEADS, 2007 (in Kooperation mit der Pinakothek der Moderne und dem Bayerischen Staatsschauspiel)
- Haubitz+Zoche. 2027, 2007
- Mader, Stublić, Wiermann. reprojected, 2006